# Jens Nørskov

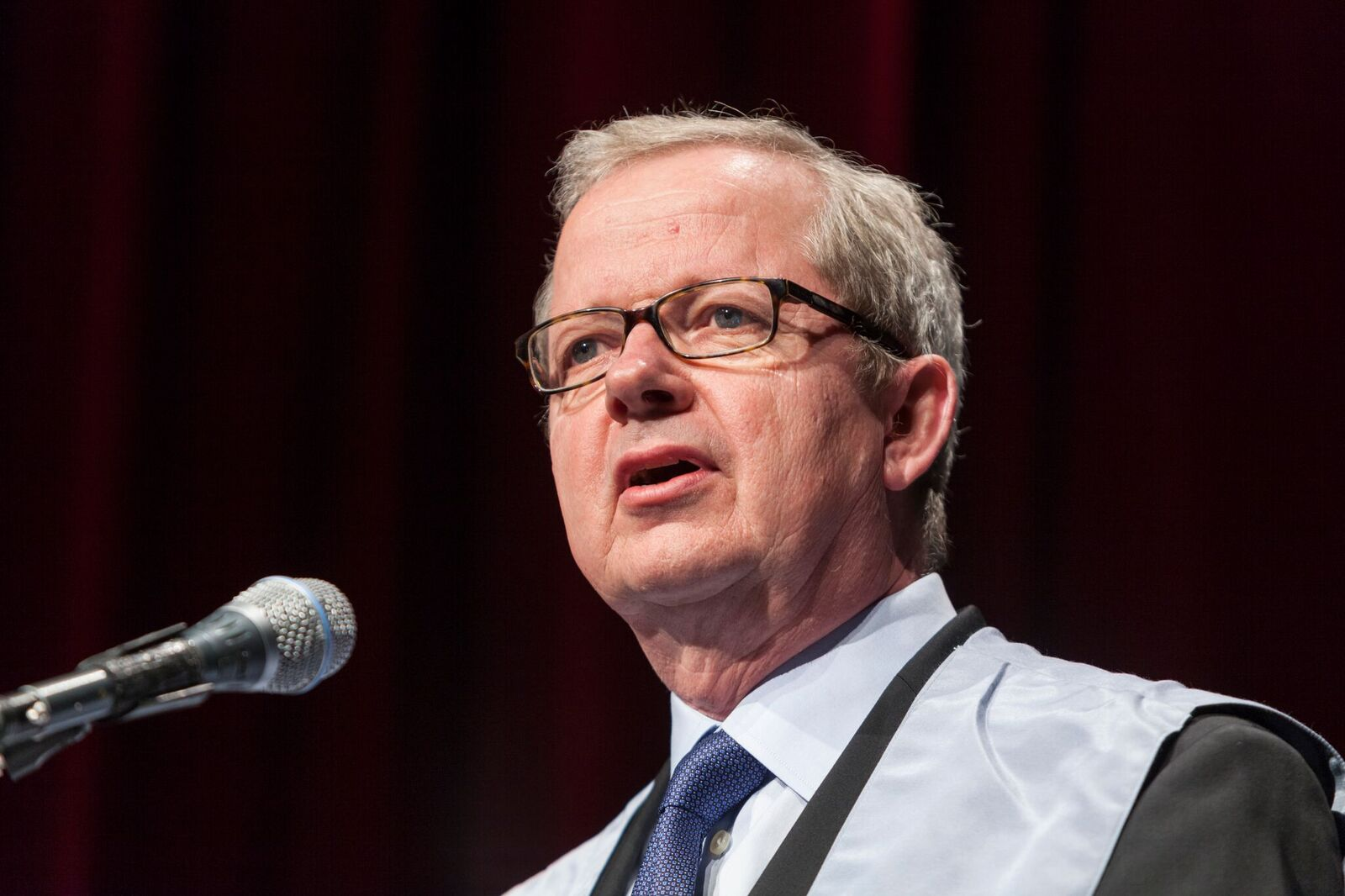
Jens Nørskov

Jens Kehlet Nørskov (* 21. September 1952 in Dänemark) ist ein dänischer Chemiker und Physiker, der sich insbesondere mit Katalyse befasst.
Nørskov studierte an der Universität Aarhus Physik und Chemie mit dem Diplom 1976 und wurde dort 1979 bei B. I. Lundqvist in theoretischer Physik promoviert. Als Post-Doktorand war er am Thomas J. Watson Research Center von IBM und bei der dänischen Katalyse-Firma Haldor Topsøe. 1987 wurde er Forschungsprofessor an der TU Dänemarks in Lyngby und 1992 Professor für theoretische Physik. Ab 2010 war er Professor an der Stanford University. Er ist dort Leland T. Edwards Professor für Chemieingenieurwesen und Direktor des SUNCAT Center for Interface Science and Catalysis. Außerdem ist er Professor für Photon Science am SLAC, an der er 2011 bis 2014 auch die Abteilung Chemie leitete.
Er ist für theoretische Arbeiten zu Oberflächen, Katalyse, elektronischer Struktur von Materialien und Nanostrukturen bekannt, zum Beispiel für Computermodellen für heterogene Katalyse die Anwendungen zum Beispiel bei der Ammoniak-Synthese und bei Brennstoffzellen gefunden haben. Er arbeitet an Katalysemethoden für die Herstellung von synthetischen Brennstoffen aus Wasser und Kohlendioxid mit Hilfe von Sonnenlicht. Er befasst sich mit Funktionsweise von Batterien und Enzymen.
2017 gehörte er zu den  Clarivate Citation Laureates im Bereich Chemie und gehörte in der Thomson-Reuters Liste zu den hundert meistzitierten Chemikern der 2000er Jahre. Er ist Ehrendoktor der TU Eindhoven und der Technisch-Naturwissenschaftlichen Universität Norwegens (NTNU).
Er erhielt 2015 den Forschungspreis der Carlsberg-Stiftung, 1990 den Preis der dänischen physikalischen Gesellschaft, 2007 den Grundfos Preis, 2015 den Irving Langmuir Award, 2009 den Alwin-Mittasch-Preis und den Gabor Somorjai Award und 2016 den Murray Raney Award der Organic Reactions Catalysis Society.
2003 wurde er Fellow der American Physical Society. Er ist Mitglied der Dänischen Akademie für Ingenieurswesen (1987) und der National Academy of Engineering (2014). 1996 wurde er Mitglied der Dänischen Akademie der Wissenschaften. Seit 2011 ist er ordentliches Mitglied der Academia Europaea. 2018 wurde er Ehrendoktor der TU München.
2016 erhielt er mit Tue Johannessen, Ulrich Quaade und Claus Hviid Christensen den Europäischen Erfinderpreis in der Sektion kleine und mittlere Unternehmen für die Entwicklung eines Katalysators aus festem Ammoniak zur Reduzierung von Stickstoffmonoxid bei Dieselmotoren.

## Schriften (Auswahl)
- mit B. Hammer: Why gold is the noblest of all the metals, Nature, Band 376, 1995, S. 238
- mit B. Hammer: Electronic factors determining the reactivity of metal surfaces, Surface Science, Band 343, 1995, S. 211–220
- mit B. Hammer u. a.: CO chemisorption at metal surfaces and overlayers, Physical Review Letters, Band 76, 1996, S. 2141
- mit F. Besenbacher u. a.: Design of a surface alloy catalyst for steam reforming, Science, Band 279, 1998, S. 1913–1915
- mit M. Mavrikakis, B. Hammer: Effect of strain on the reactivity of metal surfaces, Physical Review Letters, Band 81, 1998, S. 2819
- mit B. Hammer, L. B. Hansen: Improved adsorption energetics within density-functional theory using revised Perdew-Burke-Ernzerhof functionals, Physical Review B, Band 59, 1999, S. 7413
- mit B. Hammer: Theoretical surface science and catalysis—calculations and concepts, Advances in catalysis, Band 45, 2000, S. 71–129
- mit J. Rosslmeisl u. a.: Origin of the overpotential for oxygen reduction at a fuel-cell cathode, Journal of Physical Chemistry B, Band 108, 2004, S. 17886–17892
- mit N. Lopez u. a.: On the origin of the catalytic activity of gold nanoparticles for low-temperature CO oxidation, Journal of Catalysis, Band 223, 2004, S. 232–235
- mit B. Hinnemann u. a.: Biomimetic hydrogen evolution: MoS2 nanoparticles as catalyst for hydrogen evolution, Journal of the American Chemical Society, Band 127, 2005, S. 5308–5309
- mit V. Stamenkovic u. a.: Changing the activity of electrocatalysts for oxygen reduction by tuning the surface electronic structure, Angewandte Chemie, Band 118, 2006, S. 2963–2967
- mit J. Greeley u. a.: Computational high-throughput screening of electrocatalytic materials for hydrogen evolution, Nature Materials, Band 5, 2006, S. 909
- Herausgeber mit Anders Nilsson, Lars Petterson:  Chemical Bonding at Surfaces and Interfaces, Elsevier 2007
- mit T. Bligaard u. a.: Towards the computational design of solid catalysts, Nature Chemistry, Band 1, 2009, S. 37–46
- mit J. Greeley u. a.: Alloys of platinum and early transition metals as oxygen reduction electrocatalysts, Nature Chemistry, Band 1, 2009, S. 552–556
- mit  Felix Studt, Frank Abild-Pedersen, Thomas Bligaard: Fundamental concepts in heterogeneous catalysis, Wiley 2015